# الساندرا پالوتی
الساندرا پالوتی (انگلیسی: Alessandra Pallotti؛ زادهٔ ۷ سپتامبر ۱۹۷۴) بازیکن فوتبال اهل ایتالیا است.
وی همچنین در تیم ملی فوتبال زنان ایتالیا بازی کرده‌است.